# ルーズ・ランゴー
ルーズ・ランゴー（Rued Langgaard, 1893年7月28日 コペンハーゲン - 1952年7月10日）は、デンマーク後期ロマン派音楽の作曲家・オルガニスト。同時代のデンマークの大衆に対抗して、当時としては急進的な作品を書いたこと、またカール・ニールセン流のモダニズムや新古典主義音楽がデンマーク楽壇の主流となったことから、生前は理解されず、没後16年経ってようやく認知されるに至った。

## 生涯
作曲家でデンマーク宮廷音楽家のジークフリート・ランゴー（Siegfried Langgaard, 1852年 - 1914年）と、ピアニストの妻エマ（Emma Langgaard, 1861年 - 1926年, 旧姓フォス Foss）の長男として生まれる。父ジークフリートもピアニストであった。5歳のとき母親からピアノの手ほどきを受け、後に父親の個人指導で音楽を修める。見る間に早熟な才能を伸ばし、7歳でショパンのマズルカやシューマンの『ダヴィッド同盟舞曲集』を弾くようになり、ピアノやオルガンのための小品を作曲するようになる。
10歳でグスタフ・ヘルステズに正式にオルガンを、ヴァイオリンをクリスチャン・ペテルセンに師事。11歳でオルガニストとしてコペンハーゲンにデビューし、即興演奏を披露した。12歳でC.F.E.ホーネマンとヴィルヘルム・ルーセンベリに師事。この頃からより本格的な作曲活動に着手。13歳までに2つのピアノ曲と2つの歌曲が出版される。対位法を1ヵ月間カール・ニールセンに師事した。翌年、合唱曲『凱旋するムーサたち』（Musae triumphantes）がコペンハーゲンで上演され、作曲家としてデビューを果たす。1908年から最初の交響曲『岩礁の牧歌』に着手、1909年にいったん脱稿した後、1911年に改訂版を完成させたが、デンマーク国内で理解が得られなかったため、両親とドイツに旅行に出た際、指揮者のアルトゥール・ニキシュやマックス・フィードラーに会って講評を求めて激励された。18歳のときコペンハーゲンのフレデリク教会にオルガニスト助手として奉職。翌年フィードラー指揮ベルリン・フィルハーモニー管弦楽団により、交響曲第1番『岩礁の牧歌』が初演される。
1914年に父親が他界すると、1915年から1917年までコペンハーゲンのガーニソン教会のオルガニスト助手を務め、1917年より市内の数々の教会にオルガニストとして志願するも果たせなかった。1922年にヴァルボリ・コンスタンツェ・オリヴィア・テテンスと出会い、母親の没した翌年の1926年に彼女と結婚する。
ルーズ・ランゴーは30歳から下賜金を交付されていたが、その作品と求職活動は諸機関によって拒絶され通しであった。リベ大聖堂に教会オルガニストとして定職を得たのはようやく46歳になってからであり、ランゴーはこの地で一生を終えた。

## 作品
ランゴーは後期ロマン主義音楽の様式で作曲し、著しく劇的で、気分の大きな起伏がある。リヒャルト・ワーグナーや、とりわけリヒャルト・シュトラウスに影響されていたことは疑問の余地なく、シュトラウスと同様に管弦楽法の大家であった。大規模なオーケストラのためにたくさんの作品を作曲しており、16曲の交響曲のほかにいくつかの管弦楽曲がある。
わりあい有名な作品のひとつに『天体の音楽』（Sfærernes musik）がある。これは大オーケストラとオルガンのための非常に複雑な交響楽で、オーケストラとは遠くに、別の補助のオーケストラとソプラノ独唱が要求され、さらにピアノは鍵盤を弾くのではなく、弦を直接はじくように指示されている。その上、オーケストラにはトーンクラスターが用いられている。作曲年代は第一次世界大戦中のことであるが、ランゴーの生前にこれが演奏されたのは2度（ドイツで1921年および1922年）だけであり、再発見されるまで半世紀にわたって死蔵されていた。1960年代に再発見されると、作品の冒険的な様式について、かなりモダンであると認められた（最後の部分には、“減衰せずに60秒延ばせ”との指定がある）。1968年、ペア・ノアゴーにこの曲の楽譜を見せられたジェルジ・リゲティが、「自分はランゴーの真似をしていた」と語ったことは有名である。
ランゴーは、ドラマ感覚だけでなく、特異な感覚からも作品名を長くした。交響曲第4番は『落ち葉』（Løvfald）、交響曲第6番は『天国強襲』（Det Himmelrivende）、交響曲第13番は『不信心』（Undertro）、交響曲第16番は『溢れ出る陽射し』（Syndflod af Sol）とそれぞれ銘打たれている。個別の楽章に描写的な名称が添えられた例として、交響曲第14番（または管弦楽組曲）『朝』（Morgenen）の、「無線放送で流れるカルーソーと強制力」や「職場に急ぐ父親たち」といった楽章名を挙げることができる。
全部で400以上の作品のうち、150曲以上が歌曲であり、その他にピアノ曲やオルガン曲のほか、1つの教会オペラ『反キリスト』（Antikrist）がある。ピアノ曲では、『昆虫館』（Insektarium, 1917年)でピアノの内部奏法を試みている（ヘンリー・カウエルとほぼ同時だが、直接関係は無い）。
ランゴーは急進的な調性の拡張に交響曲第6番で挑んだものの、当時の聴衆に理解されなかったことから、交響曲第12番以降はまた拡張のない調性音楽に戻している。

## 音源
近年ランゴーの主要作品が録音されるようになり、ダナコード・レーベルから全ての交響曲と『反キリスト』、ピアノ協奏曲がCDで発表されており、このほかにダカーポ・レーベルから交響曲全曲および室内楽、声楽曲、シャンドス・レーベルから交響曲第1番と『終末の時』『天体の音楽』が頒布されている。